# Non-classified Internet Protocol Router Network
Das Non-classified Internet Protocol (IP) Router Network (offiziell abgekürzt als „NIPRNet“, meist aber „NIPRNET“ geschrieben), oft auch nur „Non-classified IP Router Network“ genannt, wird von den Streitkräften der Vereinigten Staaten sowohl zum Austausch von internen, aber nicht als vertraulich eingestuften Daten als auch zum Bereitstellen eines Internet-Zugangs genutzt.
NIPRNet basiert auf Internet Protocol-Routern des US-Verteidigungsministeriums (DoD). Es wurde in den 1980er Jahren durch die Defense Communication Agency (DCA), die heutige Defense Information Systems Agency (DISA) aufgebaut und seither durch diese betrieben, um das ältere MILNET zu ersetzen. Über die letzten Jahre ist das Netz schneller gewachsen, als das US-Verteidigungsministerium es überwachen konnte; daher hat das Ministerium 10 Millionen US-Dollar ausgegeben um den aktuellen Status des Netzes zu erfassen, in der Bestrebung, die aktuelle Größe des Netzes zu erfassen und nicht autorisierte Nutzer aufzuspüren, welche es geschafft haben, unkontrolliert in das Netz zu kommen. Die NIPRNet-Überprüfung wird ebenso nach Sicherheitslücken Ausschau halten. Das Verteidigungsministerium hat in den letzten Jahren große Geldsummen aufgebracht, um die Netzwerksicherheit zu erhöhen.
Das SIPRNet und NIPRNet wird umgangssprachlich als sipper-net und nipper-net (oder vereinfacht sipper und nipper) bezeichnet.